# Мифы (книжная серия Canongate)
Мифы (англ. Canongate Myth Series, или коротко англ. The Myth) — это серия коротких романов, в которой античные мифы из большого числа культур переосмыслены и переписаны современными авторами. Проект был задуман Джейми Бингом, владельцем независимого Шотландского издательства «Canongate Books» в 1999 году, а первые три книги серии были опубликованы 21 октября 2005. Хотя начальные романы получили смешанные отзывы, в прессе проект был назван «смелым» и «амбициозным», так британский таблоид «Metro» назвал его «одним из наиболее амбициозных массовых сказительств за последние годы».
Серия имеет международную направленность, и публикует различных авторов, к примеру — российского писателя Виктора Пелевина и израильского автора Давида Гроссмана. Первая книга серии — «Краткая история мифа» Карен Армстронг была издана на 28 языках в 33 странах одновременно (в один и тот же день). Газета «The Washington Post» назвала это «крупнейшей одновременной публикацией, произошедшей когда-либо». На 2008 год, в серии было издано девять книг, но Бинг надеется со временем опубликовать 100.
1 ноября 2007 в Великобритании были опубликованы три книги: «Binu and the Great Wall» Су Тун, «Девочка встречает мальчика» Али Смит, и «Where Three Roads Meet» Салли Викерс. Также предстоит продолжение серии от таких авторов как Антония Сьюзен Байетт, Чинуа Ачебе и Нацуо Кирино.
Роман «The Fire Gospel» Мишеля Фейбера опубликован в 2008 году. В 2009 году свет увидели «Снесла Баба-Яга яичко» Дубравки Угрешич и «The Hurricane Party» Класа Эстергрена.
А в 2010 выпущены «Orphans of Eldorado» Милтона Хатума и «Добрый человек Иисус и негодник Христос» Филипа Пулмана.